# 바인가르텐 공식
바인가르텐 공식(Weingarten's formulae, -公式) 또는 바인가르텐 방정식(Weingarten's equations)은 미분기하학에서 사용되는 공식으로, 곡면의 단위 법벡터 N을 특정한 방향으로 주어진 위치벡터의 일계 도함수로 전개하기 위해 사용된다. 독일 수학자 율리우스 바인가르텐(Julius Weingarten)이 1861년 제출하였다.

## 공식화
S를 위치벡터 r(u, v)에 의해 매개변수화된 3차원 유클리드 공간의 곡면이라 하자. 이 곡면 위의 어떤 고정된 점 P = P(u, v)에 대하여, P 에서의 접벡터들은,
{\displaystyle \mathbf {r} _{u}={\frac {\partial \mathbf {r} }{\partial u}},\quad \mathbf {r} _{v}={\frac {\partial \mathbf {r} }{\partial v}}}
로 주어진다. 이제 n을 곡면의 단위 법벡터, (E, F, G)와 (L, M, N)를 곡면의 제1 기본 형식과 제2 기본 형식의 계수들이라 하자. 그러면, 바인가르텐 공식은 다음과 같이 주어진다.
{\displaystyle \mathbf {n} _{u}={\frac {FM-GL}{EG-F^{2}}}\mathbf {r} _{u}+{\frac {FL-EM}{EG-F^{2}}}\mathbf {r} _{v}}
{\displaystyle \mathbf {n} _{v}={\frac {FN-GM}{EG-F^{2}}}\mathbf {r} _{u}+{\frac {FM-EN}{EG-F^{2}}}\mathbf {r} _{v}}

## 증명
일반적으로,
{\displaystyle \mathbf {n} _{u}=A\mathbf {r} _{u}+B\mathbf {r} _{v}}
{\displaystyle \mathbf {n} _{v}=C\mathbf {r} _{u}+D\mathbf {r} _{v}}
와 같이 쓸 수 있다. 정의에 따라서,
{\displaystyle -L=\mathbf {r} _{u}\cdot \mathbf {n} _{u}=AE+BF}
{\displaystyle -M=\mathbf {r} _{v}\cdot \mathbf {n} _{u}=AF+BG}
{\displaystyle -M=\mathbf {r} _{u}\cdot \mathbf {n} _{v}=CE+DF}
{\displaystyle -N=\mathbf {r} _{v}\cdot \mathbf {n} _{v}=CF+DG}
를 얻는데, 이는 A, B, C, D에 대한 사원 일차 연립방정식이 된다. 이를 풀어 계수 A, B, C, D를 구하면 바인가르텐 공식을 얻는다.